# Eugenio de Espinosa
Eugenio de Espinosa fue un soldado español que sirvió con Nicolás Ponce de León como cogobernador interino de la Florida española del 21 de septiembre de 1631 al 29 de julio de 1633.
A temprana edad, Espinosa ingresó en el ejército español y pronto alcanzó el grado de sargento mayor en el presidio de San Agustín de La Florida.
El 21 de septiembre de 1631, él y el contador oficial de la provincia, Nicolás Ponce de León, fueron nombrados cogobernadores interinos de la Florida en sustitución del gobernador en funciones, Andrés Rodríguez de Villegas, quizás por enfermedad.
Durante su administración, Espinosa fue sometido a una residencia. Se le acusó de haber gastado 14078 reales (1280 ducados ) más que el anterior gobernador, Andrés Rodríguez de Villegas, del llamado «fondo indígena» destinado como ayuda a las provincias indígenas vecinas, cedido y administrado por el gobierno español. El fondo, desembolsado como parte del situado, el subsidio real anual, estaba destinado a comprar bienes comerciales para distribuirlos como obsequios entre los diversos jefes de las tribus regionales, y así asegurar su lealtad y alentarlos en la sumisión a la Corona y la Iglesia Católica.
El gobernador Rodríguez de Villegas murió en 1633 y fue reemplazado por Luis de Horruytiner; en consecuencia, finalizó la cogobernación interina de Espinosa y Nicolás Ponce de León.